# 鹿子木健日子
鹿子木 健日子（かのこぎ たけひこ、かのこぎ ケーニヒ、男性、1914年6月17日 - 1992年2月19日）は、日本のバスケットボール選手、指導者。193cmの長身選手として1936年ベルリンオリンピックに日本代表として出場した。

## 経歴
1914年東京生まれ。東京府立五中、武蔵高校を経て、東京帝国大学経済学部に進学。在学中は籠球部レンジャースに所属して主将を務めた。1936年のベルリンオリンピックには、バスケットボール日本代表として出場した。
大学卒業後は日産自動車に勤務したが、戦後退社して陶器の輸出入を手掛ける茜商会を起業した。会社経営の一方で日本バスケットボール協会の理事として後進の育成にあたり、1957年5月には日本スポーツ界代表団の一員として中華人民共和国を訪問した。
1992年死去、享年77歳。

## 家族
父は哲学者・海軍軍人の鹿子木員信、母はポーランド系ドイツ人で武蔵高校ドイツ語講師の鹿子木コルネリア（鹿子木ネリー、鹿子木練子。後に員信と離婚） 。母方の祖父はサンクトペテルブルク大学の古典学者、タデウス・ジェリンスキー。
妻の邦子は岩倉具明子爵（岩倉具経の長男）の娘。娘の村口晴美は学習院大学ドイツ語講師。村口晴美の夫は建築家の村口昌之。

### 新聞
- 「代表選手プロフィル 鹿子木健日子＝籠球」『読売新聞』1936年2月18日、朝刊4ページ。
- 「東大篭球部役員」『東京朝日新聞』1936年2月21日、朝刊4ページ。
- 「鹿子木健日子　バスケット界の“野党”に」『読売新聞』1959年12月13日、朝刊17ページ。

### 論文
- 杉本俊朗、細谷新治、菊川秀男、程島俊介「<対談> 経済学文献を語る(2・完)」『経済資料研究』第19巻、経済資料協議会、1986年6月30日、1-65頁、ISSN 0385-3586、2013年1月6日閲覧。
- 村口晴美「随想「遠い昔のこと」」『HEARTの会 : 会報』第66号、人間環境活性化研究会、2011年、37-41頁、2022年3月16日閲覧。

### ウェブサイト
- “Muraguchi, Harumi, geb. Kanokogi 村口晴美 (* 1940), Lehrerin, Die japanisch-deutsche Familie Kanokogi” (ドイツ語). Studienwerk Deutsches Leben in Ostasien e.V.. 2022年3月20日閲覧。
- “Japan at the 1936 Berlin Summer Games” (英語). Sports Reference. 2020年4月17日時点のオリジナルよりアーカイブ。2022年3月20日閲覧。
- “Japan Basketball at the 1936 Berlin Summer Games” (英語). Sports Reference. 2020年4月17日時点のオリジナルよりアーカイブ。2022年3月20日閲覧。
- “岩倉氏（分家具経家）”. Reichsarchiv ～世界帝王事典～. 2013年1月16日閲覧。[信頼性要検証]
- “日中文化交流協会のあゆみ”. 日本中国文化交流協会. 2016年3月4日時点のオリジナルよりアーカイブ。2022年3月20日閲覧。

### データベース
- 「鹿子木 健日子（バスケットボール選手）」『日外アソシエーツwhoplus』日外アソシエーツ。